# Kalendarz holoceński
Kalendarz holoceński, znany również jako Era Holocenu lub Era Człowieka (ang. Holocene Era lub Human Era, HE) — system numeracji lat, który dodaje dokładnie 10 000 lat do obecnie dominującego schematu numeracji (n.e./p.n.e.), umieszczając pierwszy rok blisko początku holoceńskiej epoki geologicznej i rewolucji neolitycznej, kiedy to ludzie przestawili się z trybu życia łowców-zbieraczy na rolnictwo i stałe osadnictwo. Rok 2023 według kalendarza gregoriańskiego to 12023 w kalendarzu holoceńskim. Schemat HE został po raz pierwszy zaproponowany przez Cesare Emilianiego w 1993 r. (11993 HE), chociaż podobne propozycje rozpoczęcia nowego kalendarza w tym samym dniu zostały wysunięte dziesiątki lat wcześniej.

## Przegląd
Propozycja Cesare Emilianiego dotycząca reformy kalendarza miała na celu rozwiązanie szeregu rzekomych problemów z obecną erą Anno Domini, zwaną także wspólną erą, która obejmuje lata powszechnie przyjętego kalendarza światowego. Kwestie te obejmują:
- Era Anno Domini opiera się na błędnych lub spornych szacunkach roku urodzenia Jezusa Chrystusa. Era umieszcza rok urodzenia Jezusa jako 1 r. n.e., ale współcześni uczeni ustalili, że bardziej prawdopodobne jest, że urodził się on w 4 r. p.n.e. lub wcześniej. Emiliani przekonywał, że zastąpienie spornej daty przybliżonym początkiem holocenu ma większy sens.
- Data narodzin Jezusa jest mniej uniwersalnym wydarzeniem epoki niż przybliżony początek holocenu.
- Lata p.n.e. są odliczane w dół podczas przechodzenia od przeszłości do przyszłości, co utrudnia obliczenie przedziałów czasowych.
- Era Anno Domini nie ma roku „zero”, z 1 r. p.n.e., po którym bezpośrednio następuje 1 r. n.e., co jeszcze bardziej komplikuje obliczanie przedziałów czasowych.

Zamiast tego HE używa „początku ery ludzkości” jako swojej epoki, arbitralnie zdefiniowanej jako 10 000 r. p.n.e. i oznaczonej jako rok 1 HE, tak że 1 r. n.e. odpowiada 10 001 HE. Jest to przybliżenie początku obecnej epoki geologicznej, holocenu (nazwa oznacza „całkowicie niedawny”). Motywacją do tego jest to, że uważa się, że cywilizacja ludzka (np. pierwsze osady, rolnictwo itp.) powstała w tym czasie. Emiliani zaproponował później, że początek holocenu powinien być ustalony na tę samą datę, co początek proponowanej przez niego ery.

## Korzyści
Zwolennicy epoki człowieka twierdzą, że ułatwia to datowanie geologiczne, archeologiczne, dendrochronologiczne, antropologiczne i historyczne, a także opiera swoją epokę na wydarzeniu bardziej uniwersalnym niż narodziny Jezusa. Wszystkie kluczowe daty w historii ludzkości można następnie wymienić za pomocą prostej rosnącej skali dat, przy czym mniejsze daty zawsze występują przed większymi datami. Kolejną korzyścią jest to, że era holocenu rozpoczyna się przed innymi erami kalendarzowymi, więc może być przydatna do porównywania i konwersji dat z różnych kalendarzy.

## Dokładność
Kiedy Emiliani omawiał kalendarz w kolejnym artykule w 1994 roku, wspomniał, że nie było zgody co do daty rozpoczęcia epoki holocenu, z szacunkami na czas od 12 700 do 10 970 lat BP. Od tego czasu naukowcy poprawili swoją wiedzę na temat holocenu na podstawie dowodów z rdzeni lodowych i mogą teraz dokładniej datować jego początek. Pogląd konsensusu został formalnie przyjęty przez Międzynarodową Unię Nauk Geologicznych w 2013 r., stawiając jego początek na 11 700 lat przed 2000 r. (9701 r. p.n.e.), około 300 lat później niż epoka kalendarza holoceńskiego.

## Konwersja
Konwersję z kalendarza juliańskiego lub gregoriańskiego na erę człowieka można uzyskać dodając 10 000 do roku n.e. Obecny rok, 2024, można przekształcić w rok holocenu, dodając przed nim cyfrę 1, co daje 12 024 HE. Lata p.n.e. są przeliczane przez odjęcie numeru roku p.n.e. od 10 001.